# يوم بارق الأول
يوم بارق الأول وهو من أقدم أيام العرب قبل الإسلام، فقد وقعت الحرب بين قبائل خندف وبين قبائل قيس، وكان النصر حليفاً لخندف على قيس، وأُجليت قيس يومها عن تهامة إلى بلاد نجد. تبعها بمدة يوم تهامة الأول.

## المعركة

### الرواية الأولى
كانت قبائل مضر بن نزار بعد خروج ربيعة من تهامة مقيمة في منازلها من تهامة وما والاها حتى تباينت قبائلهم وكثر عددهم وفصائلهم وضاقت بلادهم عنهم فطلبوا المتسع والمعاش وتتبعوا الكلأ والماء وتنافسوا في المحال والمنازل وبغى بعضهم على بعض فاقتتلوا فانتصرت خندف على قيس.

### الرواية الثانية
كانت قبائل خندف وقيس من مضر تسكن في تهامة قديماً، وحدث أن كان غزية بن جشم بن معاوية بن بكر الهوازني من قيس نديماً لربيعة بن حنظلة التميمي من خندف، فعدا ربيعة التميمي على غزية بن جشم وقتله، فسألت قبائل قيس من قبائل خندف أن يعطوها الدية، فأبت بنو خندف، وأقتتلوا عند بارق في تهامة، فهزمت قيس وتفرقت، فقال في ذلك فراس بن غنم بن قيس الكناني: